# UFC 108
UFC 108: Evans vs. Silva（ユーエフシー・ワンオーエイト：エヴァンス・ヴァーサス・シウバ）は、アメリカ合衆国の総合格闘技団体「UFC」の大会の一つ。2010年1月2日、ネバダ州ラスベガスのMGMグランド・ガーデン・アリーナで開催された。
メインイベントでは、ラシャド・エヴァンスとチアゴ・シウバによるライトヘビー級戦が行われた。

## 大会概要
メインイベントではエヴァンスがシウバを3-0の判定で降し、ライトヘビー級タイトルマッチへ前進した。
第9試合のウェルター級戦は、ポール・デイリーの体重超過により172ポンドのキャッチウェイトバウトへと変更された。
当初ウラジミール・マティシェンコ対スティーブ・キャントウェルのライトヘビー級戦が予定されていたが、キャントウェルの欠場により代替選手が見つからなかったため中止された。また、UFC 106から本大会へ延期されていたブロック・レスナーとシェイン・カーウィンのヘビー級タイトルマッチは、レスナーの病状が改善しなかったことにより再び延期となった。
アンデウソン・シウバ対ビクトー・ベウフォートの世界ミドル級タイトルマッチ、アントニオ・ホドリゴ・ノゲイラ対ケイン・ヴェラスケス戦等がメイン候補に挙がったが、負傷欠場者の続出で、結局ラシャド・エヴァンス対チアゴ・シウバがメインイベントとなった。
大会にはPRIDEライト級王者五味隆典が来場し、UFCとの契約を果たしたことが明らかになった。

## 試合結果

### プレリミナリィカード
第1試合 ライト級 5分3R
○  ハファエロ・オリヴェイラ vs.  ジョン・ガンダーソン ×
3R終了 判定3-0（30-27、30-27、30-27）
第2試合 ウェルター級 5分3R
○  ジェイク・エレンバーガー vs.  マイク・パイル ×
2R 0:22 TKO（レフェリーストップ：右フック→パウンド）
第3試合 ミドル級 5分3R
○  マーク・ムニョス vs.  ライアン・ジェンセン ×
1R 2:30 TKO（ギブアップ：パウンド）

### Spike中継カード
第4試合 ライト級 5分3R
○  コール・ミラー vs.  ダン・ローゾン ×
1R 3:05 チキンウィングアームロック
第5試合 ウェルター級 5分3R
○  マルティン・カンプマン vs.  ジェイコブ・ヴォルクマン ×
1R 4:03 ギロチンチョーク

### メインカード
第6試合 ヘビー級 5分3R
○  ジュニオール・ドス・サントス vs.  ギルバート・アイブル ×
1R 2:07 TKO（レフェリーストップ：左フック→パウンド）
第7試合 ライト級 5分3R
○  ジム・ミラー vs.  ドゥエイン・ラドウィック ×
1R 2:31 腕ひしぎ十字固め
第8試合 ライト級 5分3R
○  サム・スタウト vs.  ジョー・ローゾン ×
3R終了 判定3-0（30-26、30-27、30-27）
第9試合 キャッチウェイトバウト（172ポンド） 5分3R
○  ポール・デイリー vs.  ダスティン・ヘイズレット ×
1R 2:24 KO（左フック→パウンド）
第10試合 ライトヘビー級 5分3R
○  ラシャド・エヴァンス vs.  チアゴ・シウバ ×
3R終了 判定3-0（29-28、29-28、29-28）

### 各賞
ファイト・オブ・ザ・ナイト：サム・スタウト vs. ジョー・ローゾン
ノックアウト・オブ・ザ・ナイト：ポール・デイリー
サブミッション・オブ・ザ・ナイト：コール・ミラー
各選手にはボーナスとして50,000ドルが支給された。